# Allgemeiner Deutscher Motorsport Verband
De Allgemeiner Deutsche Motorsport Verband (ADMV) is een Duitse sportbond die gevestigd is in Berlijn.

## Geschiedenis
De ADMV werd op 2 juni 1957 opgericht in de DDR. Bij de oprichtingsvergadering waren 64 gedelegeerden aanwezig, zowel motorsport-functionarissen als sporters. De ADMV werd de koepelorganisatie voor alle gemotoriseerde sporten, zowel autosport, motorsport als motorbootsport. Tot 1990 was de ADMV dan ook verbonden aan de Fédération Internationale de l'Automobile, de Fédération Internationale de Motocyclisme en de Union Internationale Motonautique. Alle motorsportclubs van de DDR (voor zover ze toegestaan waren) waren op hun beurt weer aangesloten bij de ADMV. Het tijdschrift Illustrierter Motorsport was het bondsorgaan van de ADMV.

### Na de Wende
Na die Wende werd de ADMV op 22 mei 1990 een vereniging met de status van sportbond. Ze is naast de ADAC, de AvD en de DMV lid van de DMSB. De ADMV is nog steeds vooral actief in de Nieuwe Duitse deelstaten (de voormalige DDR) en heeft ongeveer 7.000 leden.

## Sport tot 1990
De gemotoriseerde sporten werden - zoals alle andere sporten - voor Oost-Duitse sporters vooral in het eigen land beoefend. Vooral na de vlucht van Ernst Degner in 1961 was men niet vaak geneigd sporters de mogelijkheid te geven in het buitenland te rijden of te varen.

### Autosport
Bekende autocoureurs uit de DDR-tijd zijn Manfred Günther, Heinz Melkus, Ulli Melkus, Peter Mücke en Helga Steudel.

### Motorsport
De motorsport in de DDR moest worden beoefend met motorfietsen uit het eigen land, of in elk geval uit het Oostblok. Dat betekende dat rijders uit de DDR vooral successen boekten in de endurosport met motorfietsen van Simson, MZ, Jawa of ČZ. In de wegrace waren Günter Bartusch, Heinz Rosner en Ernst Degner succesvol, maar Degner vluchtte in 1961 naar het Westen. De Grand Prix van de DDR maakte van 1961 tot 1972 deel uit van het wereldkampioenschap wegrace. De WK-status werd door de FIM beëindigd nadat er een aantal incidenten waren geweest waarbij het West-Duitse volkslied niet gespeeld werd nadat een West-Duitse coureur gewonnen had. Bovendien kwam het publiek hier tegen in opstand. Dat zong wél het derde couplet van het "Lied der Deutschen", zeer tegen de zin van de officials van de ADMV.

### Motorbootsport
De motorbootsport werd op meren en stromen in het eigen land uitgevoerd. Daar racete men om nationale titels, maar ook om Europese- en wereldkampioenschappen. DDR-sporters wonnen tot 1971 24 Europese- en wereldtitels. Daarna mochten ze niet meer naar het buitenland reizen omdat niet-Olympische sporten door de staat niet meer ondersteund werden.